# Policia Python 357
 Policia Python 357 és una pel·lícula francesa d'Alain Corneau estrenada el 1976. Ha estat doblada al català.

## Argument
Orléans, 1975.
La policia de la ciutat és dirigida pel comissari divisionari Ganay. El seu principal col·laborador és l'inspector Marc Ferrot, un solter taciturn, llop solitari de mètodes poc ortodoxos, excel·lent tirador constantment armat d'un Colt Python 357 que porta en un estoig enganxat a la seva cintura. Hi ha també el jove inspector Malnard. El comissari Ganay està casat amb una dona incapacitada en cadira de rodes, hereva d'una gran família burgesa de la regió i la parella porta un gran tren de vida, casal en el camp, cotxes de luxe, xofer...
Al començament l'inspector Ferrot, fent cas com de costum només al seu cap, porta sol una expedició nocturna per sorprendre i parar dos lladres d'esglésies armats; el comissari li expressarà llavors la seva desaprovació davant aquesta nova iniciativa arriscada. Però l'inspector no s'ha fixat en la presència d'una jove artísta italiana, Sylvia Leopardi, que treia fotos de l'església i l'ha fotografiat dirigint el seu colt en direcció als malfactors. La jove és decoradora d'aparadors i, poc després, passant per un carrer de la ciutat al volant del seuPeugeot 404, Ferrot es fixa en una botiga en aquesta foto molt ampliada, icona de la virilitat. És per a ell l'ocasió de conèixer Sylvia i neix una forta relació amorosa entre ells. La jove és fascinada sobretot pel colt, amb el qual es diverteix en el transcurs d'una volta pel camp, mentre Ferrot fa una becaina.

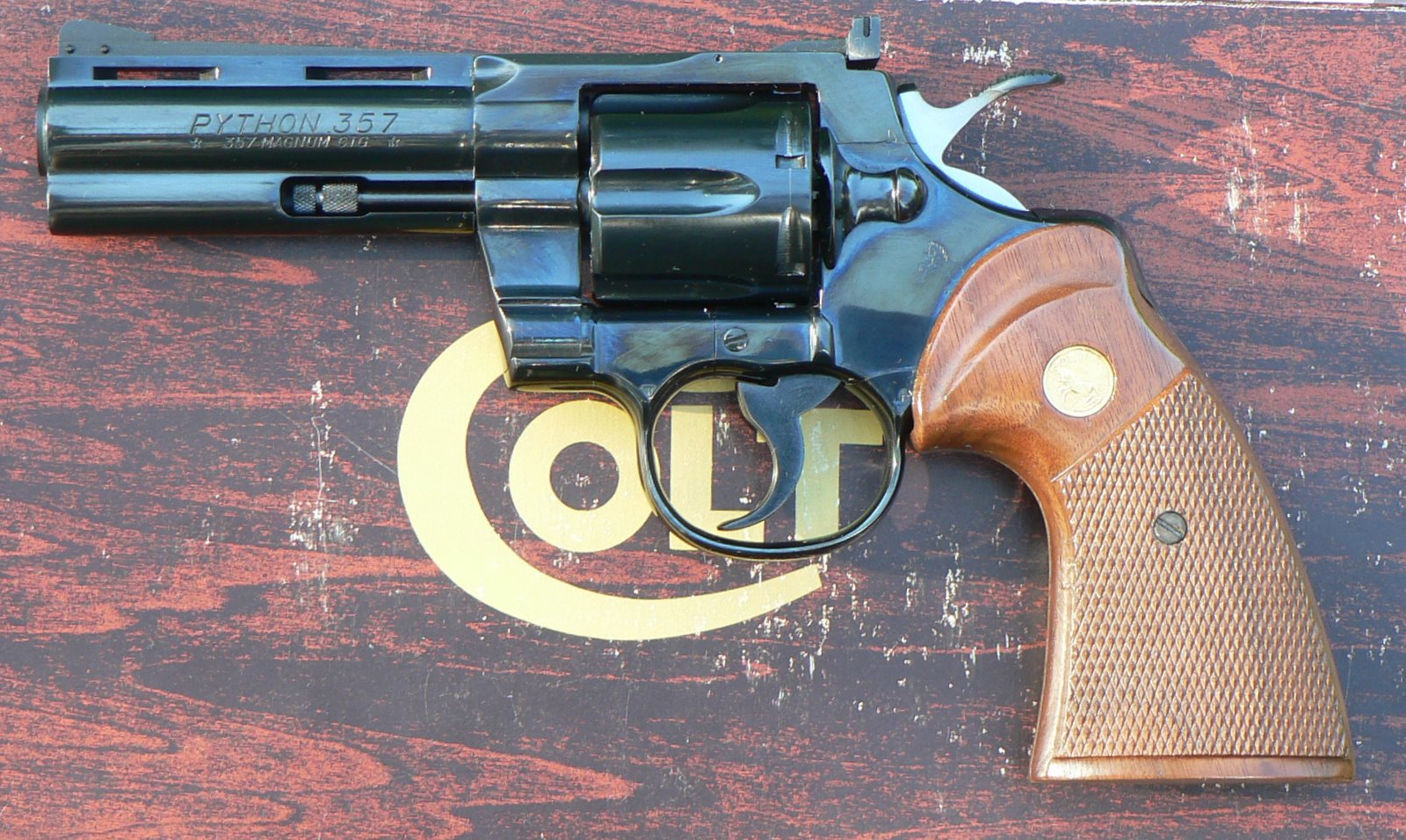
El Colt Phyton, revòlver doble-acció molt ben acabat ("El Rolls dels revòlvers"

Però Sylvia, com sospita de seguida Ferrot, amaga un secret: pretenent venir cada vegada de París al vespre per la seva activitat de decoradora d'aparadors, sembla de fet anar a un altre lloc a la ciutat. Ferrot intenta seguir-la, però ella desbarata un temps les seves filatures. Aquests misteris instauren una tensió en la parella, ja que l'inspector sospita que hi ha un altre home. De fet, Sylvia és mantinguda en un pis, com un ocell en una gàbia, pel comissari Ganay, amb el ple coneixement i l'assentiment de la seva esposa incapacitada i aquesta parella de notables està molt preocupada perquè res no se sàpiga d'aquest arranjament. Hom s'assabentarà que Sylvia té un passat molt pesat, que Ganay l'ha tret de la decadència. Es lliura un combat en ella entre el seu amor per a Ferrot i el seu reconeixement per a Ganay, amb qui no es decideix a trencar.

## Repartiment
- Yves Montand: l'inspector Marc Ferrot
- Simone Signoret: Thérèse Ganay
- François Périer: el comissari Ganay
- Stefania Sandrelli: Sylvia Leopardi
- Mathieu Carrière: Ménard
- Vadim Glowna: Abadie
- Claude Bertrand: el marchant de porcs
- Georges F. Dehlen: el controlador de la SNCF
- Gabrielle Doulcet: la vella dels gats
- Serge Marquand:
- Michel Such: el marchant de sabates (No surt als crèdits)
- Alice Reichen

## Premis i nominacions
Premis
- César al millor muntatge 1977: Marie-Josèphe Yoyotte

Nominacions
- César a la millor música per Georges Delerue

## Llocs de rodatge
- Orleans
- Cléry-Saint-André
- Villiers-en-Bière
- Triel-sur-Seine
- Plaisir
- Garches
- Rueil-Malmaison
- Brunoy
- París